# Burie
Burie est une commune du Sud-Ouest de la France située dans le département de la Charente-Maritime (région Nouvelle-Aquitaine).
Ses habitants sont appelés les Buriauds et les Buriaudes.

## Géographie
La commune de Burie se situe dans le centre-est du département de la Charente-Maritime, en région Nouvelle-Aquitaine, dans l'ancienne province de Saintonge. Appartenant au Midi de la France — on parle plus précisément de « Midi atlantique », au cœur de l'arc atlantique, elle peut être rattachée à deux grands ensembles géographiques, le Grand Ouest français et le Grand Sud-Ouest français.
Burie est située en Borderies, cru classé du vignoble d'appellation Cognac.

### Accès
La commune est traversée par la D 731 qui relie Cognac à Saint-Jean-d'Angély. Burie se situe à 13 km de Cognac, 13 km de Saint-Hilaire-de-Villefranche et 24 de Saint-Jean-d'Angély. Et par la route qui passe par Saint-Bris-des-Bois, Burie est à 20 km de Saintes.
Burie est une petite ville qui surplombe cet axe. Sa rue commerçante, l'avenue de la République débute à la D 731, passe devant la place de la Mairie et le Champ de Foire et commence sa montée vers sa partie la plus ancienne. Elle laisse le lavoir à sa gauche, accentue sa pente et arrive jusqu'à l'église. La rue du Château mène derrière l'église au château qui y est accolé.

### Lieux-dits et hameaux
Chez Garnier, Coquillot, Montigny, Chez Bouyer

### Communes limitrophes
|                     | Villars-les-Bois | Migron                   |
| Saint-Bris-des-Bois | Burie            |                          |
|                     |                  | Val-de-Cognac (Charente) |

### Géologie et relief
Le point culminant de Burie est de 103 mètres.
Burie est située sur un plateau de calcaire fin qui date du Tithonien (anciennement nommé étage Portlandien). Elle est dans le bassin versant du fleuve Charente, sur une élévation importante de sa rive droite qui descend en pente douce vers l'est et la rivière l'Antenne affluent de la Charente.
Elle possède de nombreuses sources mais n'est traversée par aucune rivière.

## Toponymie
Pourrait venir soit de la villa gallo-romaine de Burrius soit de Burra ou bure, l'étoffe de laine.

## Histoire
Sur sa hauteur, Burie existe depuis fort longtemps puisque son église actuelle est du XIIe siècle. Au XVIe siècle, nous avons des documents qui concernent Pierre de Coucys (Coucis) en 1418 puis son descendant Charles de Coucys (Coucis), seigneur de Burie, qui fait ses premières armes en Italie et est capitaine-général des Bandes françaises en 1527 et capitaine d'une compagnie de gendarmes à partir de 1537. Lieutenant général du roi en Guyenne, il n'a pas d'enfant. Il meurt à Bordeaux le 10 juin 1565 et fut inhumé le 20 au bas du chœur de la primatiale Saint-André du côté droit (sources : L'église métropolitaine Saint-André de Bourdeaux..., Jérôme Lopès, 1668, rééd. Jules Callen, 1884, t. I p. 219; t. II, p. 249), et son épouse, Suzanne de Belleville, cinq ans plus tard.
Puis Burie passe dans plusieurs familles et sera la dot de Gabrielle Thérèse de Chasteigner qui épouse Charles-Louis Chesnel d'Ecoyeux le 17 avril 1709. Dans un dénombrement il est déclaré chevalier, seigneur d'Ecoyeux, Montigny, Burie, Rochereau, Château Chesnel, Cherves, Ménac, Chazotte et autres lieux, capitaine des vaisseaux du Roi, chevalier de l'ordre royal et militaire de Saint-Louis.
Le 7 mars 1787, les représentants de Burie à l'assemblée préliminaire des États généraux qui se tient à la salle capitulaire des Récollets de Cognac sont P. Foucaud, F. Gabeloteau, Corbineau, notaires, J. Garnier et Élie Borde. En effet, jusqu'en 1789, Burie appartient à la province de l'Angoumois.
La commune de Burie a été créée dans le département de la Charente-Inférieure qui a pris le nom de Charente-Maritime en 1941. Burie a fait partie en 1793 du district de Saintes puis à partir de 1801 de l'arrondissement de Saintes, du canton d'Écoyeux en 1793 pour devenir chef-lieu de canton en 1801.

## Administration

### Liste des maires
| Période                                  | Période  | Identité           | Étiquette | Qualité |
| ---------------------------------------- | -------- | ------------------ | --------- | ------- |
| Les données manquantes sont à compléter. |          |                    |           |         |
| 2001                                     | En cours | Christian Fougerat | DVD       |         |

### Région
À la suite de la réforme administrative de 2014 ramenant le nombre de régions de France métropolitaine de 22 à 13, la commune appartient depuis le 1er janvier 2016 à la région Nouvelle-Aquitaine, dont la capitale est Bordeaux. De 1972 au 31 décembre 2015, elle a appartenu à la région Poitou-Charentes, dont le chef-lieu était Poitiers.

### Canton
La commune de Burie a été choisie lors du Consulat imposé par Napoléon Ier pour être le chef-lieu d'un canton complètement remodelé à la suite de la réforme de la carte administrative en 1800. Ainsi dès l'an 1801, Burie est chef-lieu de canton de 10 communes, l'un des plus petits cantons - autant par sa population que par sa superficie - de l'arrondissement de Saintes auquel il appartient. En 2015, la réforme de la carte cantonale supprime le canton de Burie au profit du canton de Chaniers, dont Burie devient un des pôles d'équilibre.

### Intercommunalité
Jusqu'à la fin de l'année 2012, la commune de Burie faisait partie de la communauté de communes Vignobles et Vals boisés du Pays Buriaud qui comprenait dix communes ; cette dernière a fusionné avec la communauté d'agglomération de Saintes le 1er janvier 2013.
Depuis janvier 2013, Burie fait donc partie de la communauté d'agglomération de Saintes dont le siège administratif est situé à Saintes.

### Fiscalité
La fiscalité est d'un taux de 9,48 % pour la taxe d'habitation, 19,32 % sur le foncier bâti, 45,99 % sur le non bâti et 14,97 % de taxe professionnelle, et comme la communauté de communes prélève sur l'ensemble des quatre taxes, respectivement 1,67 %, 3,25 %, 8,06 % et 3,07 % cela donne au total et avant que s'y ajoutent le département et la région, 11,15 % pour la taxe d'habitation, 22,57 % sur le foncier bâti, 54,05 % sur le non bâti et 18,04 % de taxe professionnelle(chiffres 2007).

## Urbanisme

### Typologie
Au 1er janvier 2024, Burie est catégorisée commune rurale à habitat dispersé, selon la nouvelle grille communale de densité à 7 niveaux définie par l'Insee en 2022.
Elle est située hors unité urbaine. Par ailleurs la commune fait partie de l'aire d'attraction de Cognac, dont elle est une commune de la couronne,. Cette aire, qui regroupe 44 communes, est catégorisée dans les aires de 50 000 à moins de 200 000 habitants,.

### Occupation des sols
L'occupation des sols de la commune, telle qu'elle ressort de la base de données européenne d’occupation biophysique des sols Corine Land Cover (CLC), est marquée par l'importance des territoires agricoles (76,6 % en 2018), en augmentation par rapport à 1990 (74,1 %). La répartition détaillée en 2018 est la suivante : 
cultures permanentes (56,8 %), zones agricoles hétérogènes (19,7 %), forêts (13,3 %), zones urbanisées (10,2 %). L'évolution de l’occupation des sols de la commune et de ses infrastructures peut être observée sur les différentes représentations cartographiques du territoire : la carte de Cassini (XVIIIe siècle), la carte d'état-major (1820-1866) et les cartes ou photos aériennes de l'IGN pour la période actuelle (1950 à aujourd'hui).

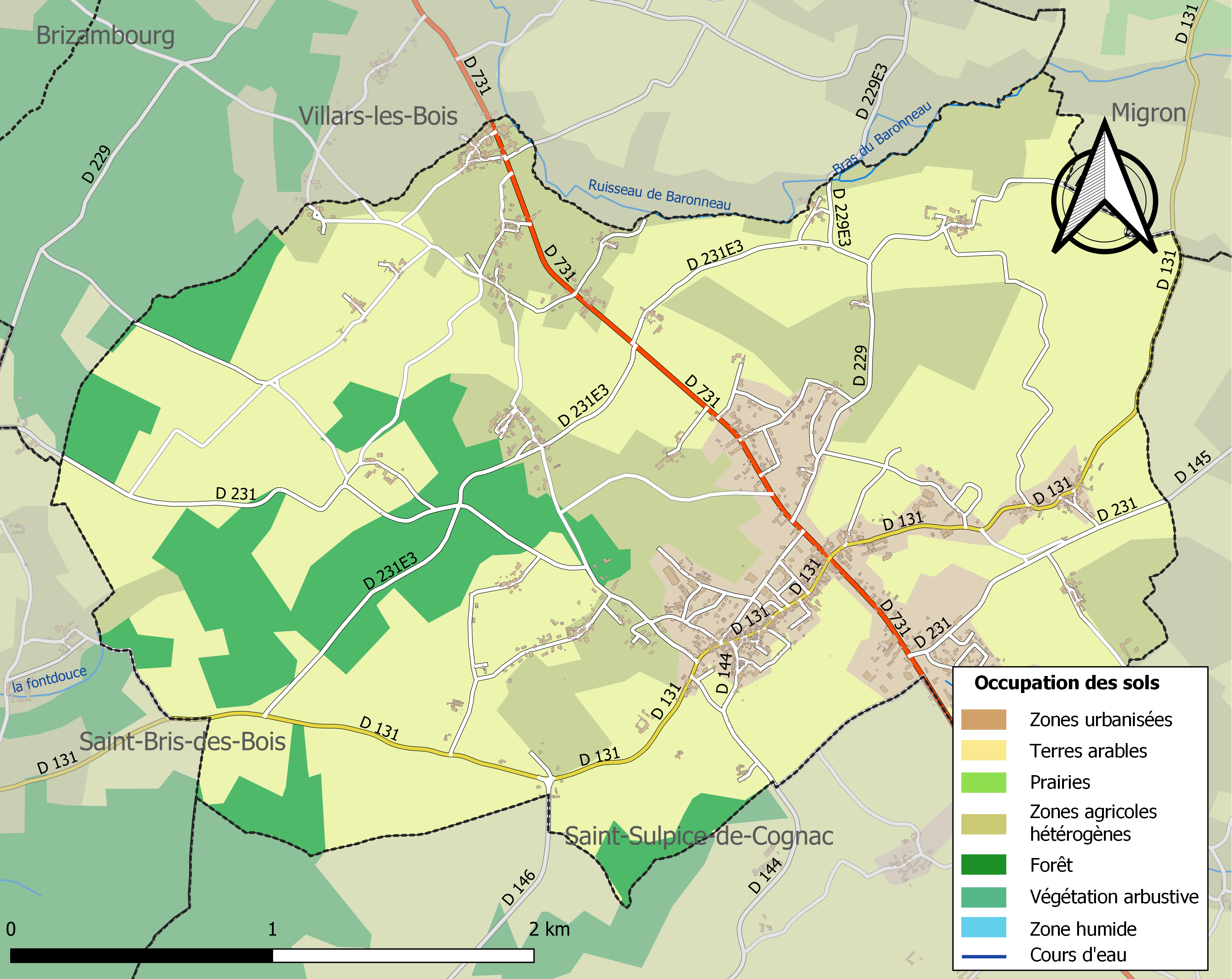
Carte des infrastructures et de l'occupation des sols de la commune en 2018 (CLC).

### Risques majeurs
Le territoire de la commune de Burie est vulnérable à différents aléas naturels : météorologiques (tempête, orage, neige, grand froid, canicule ou sécheresse), inondations, mouvements de terrains et séisme (sismicité modérée). Il est également exposé à un risque technologique,  le transport de matières dangereuses. Un site publié par le BRGM permet d'évaluer simplement et rapidement les risques d'un bien localisé soit par son adresse soit par le numéro de sa parcelle.

#### Risques naturels
Certaines parties du territoire communal sont susceptibles d’être affectées par le risque d’inondation par débordement de cours d'eau. La commune a été reconnue en état de catastrophe naturelle au titre des dommages causés par les inondations et coulées de boue survenues en 1982, 1999 et 2010,.

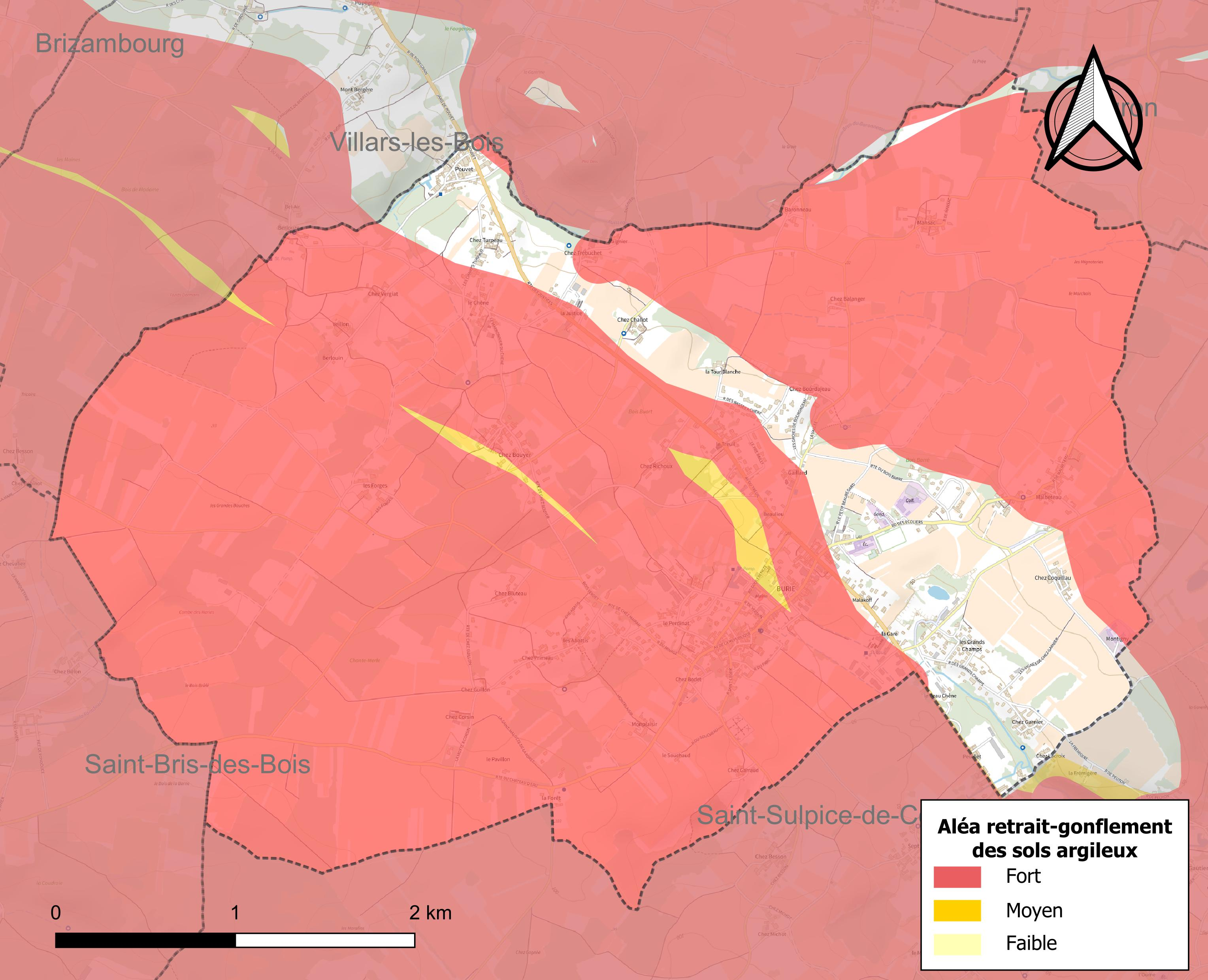
Carte des zones d'aléa retrait-gonflement des sols argileux de Burie.

Les mouvements de terrains susceptibles de se produire sur la commune sont des affaissements et effondrements liés aux cavités souterraines (hors mines) et des tassements différentiels. Par ailleurs, afin de mieux appréhender le risque d’affaissement de terrain, l'inventaire national des cavités souterraines permet de localiser celles situées sur la commune.
Le retrait-gonflement des sols argileux est susceptible d'engendrer des dommages importants aux bâtiments en cas d’alternance de périodes de sécheresse et de pluie. 84,8 % de la superficie communale est en aléa moyen ou fort (54,2 % au niveau départemental et 48,5 % au niveau national). Sur les 674 bâtiments dénombrés sur la commune en 2019,  491 sont en aléa moyen ou fort, soit 73 %, à comparer aux 57 % au niveau départemental et 54 % au niveau national. Une cartographie de l'exposition du territoire national au retrait gonflement des sols argileux est disponible sur le site du BRGM,.
Par ailleurs, afin de mieux appréhender le risque d’affaissement de terrain, l'inventaire national des cavités souterraines permet de localiser celles situées sur la commune.
Concernant les mouvements de terrains, la commune a été reconnue en état de catastrophe naturelle au titre des dommages causés par la sécheresse en 2003 et 2011 et par des mouvements de terrain en 1999 et 2010.

#### Risques technologiques
Le risque de transport de matières dangereuses sur la commune est lié à sa traversée par une ou des infrastructures routières ou ferroviaires importantes ou la présence d'une canalisation de transport d'hydrocarbures. Un accident se produisant sur de telles infrastructures est susceptible d’avoir des effets graves sur les biens, les personnes ou l'environnement, selon la nature du matériau transporté. Des dispositions d’urbanisme peuvent être préconisées en conséquence.

## Démographie

### Évolution démographique
L'évolution du nombre d'habitants est connue à travers les recensements de la population effectués dans la commune depuis 1793. Pour les communes de moins de 10 000 habitants, une enquête de recensement portant sur toute la population est réalisée tous les cinq ans, les populations de référence des années intermédiaires étant quant à elles estimées par interpolation ou extrapolation. Pour la commune, le premier recensement exhaustif entrant dans le cadre du nouveau dispositif a été réalisé en 2008.

En 2022, la commune comptait 1 337 habitants, en évolution de +5,11 % par rapport à 2016 (Charente-Maritime : +4,04 %, France hors Mayotte : +2,11 %).
| 1793  | 1800  | 1806  | 1821  | 1831  | 1836  | 1841  | 1846  | 1851  |
| ----- | ----- | ----- | ----- | ----- | ----- | ----- | ----- | ----- |
| 1 299 | 1 291 | 1 191 | 1 398 | 1 541 | 1 531 | 1 560 | 1 522 | 1 597 |

| 1856  | 1861  | 1866  | 1872  | 1876  | 1881  | 1886  | 1891  | 1896  |
| ----- | ----- | ----- | ----- | ----- | ----- | ----- | ----- | ----- |
| 1 669 | 1 787 | 1 802 | 1 634 | 1 616 | 1 530 | 1 587 | 1 599 | 1 600 |

| 1901  | 1906  | 1911  | 1921  | 1926  | 1931  | 1936  | 1946  | 1954  |
| ----- | ----- | ----- | ----- | ----- | ----- | ----- | ----- | ----- |
| 1 623 | 1 550 | 1 407 | 1 262 | 1 201 | 1 230 | 1 178 | 1 152 | 1 206 |

| 1962  | 1968  | 1975  | 1982  | 1990  | 1999  | 2006  | 2008  | 2013  |
| ----- | ----- | ----- | ----- | ----- | ----- | ----- | ----- | ----- |
| 1 188 | 1 263 | 1 165 | 1 111 | 1 209 | 1 261 | 1 260 | 1 259 | 1 266 |

| 2018  | 2022  | - | - | - | - | - | - | - |
| ----- | ----- | - | - | - | - | - | - | - |
| 1 287 | 1 337 | - | - | - | - | - | - | - |

### Pyramide des âges
En 2018, le taux de personnes d'un âge inférieur à 30 ans s'élève à 31,1 %, soit au-dessus de la moyenne départementale (29 %). À l'inverse, le taux de personnes d'âge supérieur à 60 ans est de 31,9 % la même année, alors qu'il est de 34,9 % au niveau départemental.
En 2018, la commune comptait 613 hommes pour 674 femmes, soit un taux de 52,37 % de femmes, légèrement supérieur au taux départemental (52,15 %).
Les pyramides des âges de la commune et du département s'établissent comme suit.
| Hommes | Classe d’âge | Femmes |
| ------ | ------------ | ------ |
| 0,3    | 90 ou +      | 2,2    |
| 8,5    | 75-89 ans    | 13,1   |
| 20,9   | 60-74 ans    | 18,7   |
| 23,0   | 45-59 ans    | 19,6   |
| 16,8   | 30-44 ans    | 14,8   |
| 13,7   | 15-29 ans    | 14,4   |
| 16,8   | 0-14 ans     | 17,2   |

| Hommes | Classe d’âge | Femmes |
| ------ | ------------ | ------ |
| 1,1    | 90 ou +      | 2,6    |
| 10,1   | 75-89 ans    | 12,6   |
| 22     | 60-74 ans    | 23,2   |
| 20,1   | 45-59 ans    | 19,7   |
| 16,1   | 30-44 ans    | 15,6   |
| 15,2   | 15-29 ans    | 12,7   |
| 15,4   | 0-14 ans     | 13,6   |

## Économie

### Agriculture
La viticulture est l'activité principale de Burie, qui est située au cœur des Borderies, dans la zone d'appellation d'origine contrôlée du cognac.
Certains producteurs vendent cognac, pineau des Charentes et vin de pays à la propriété. Burie se proclame « capitale du pineau ».

### Industrie
- Une laiterie est bâtie en 1910, puis une caséinerie dans les années 1930. Elle produisait du beurre, de la caséine et du lait en bouteilles, puis en sachets en plastique. Elle a cessé son activité en 1970[25].
- Une fabrique de paniers de vendange, brouettes et manches d'outil en bois, créée en 1920, s'est reconvertie en 1958 dans la fabrication de chaises en bois de hêtre[26].
- Distillerie[27]

### Commerces
Le bourg comporte de nombreux commerces tout au long de l'avenue de la République, et le marché se tient deux fois par semaine, sur la place de la Mairie.
La commune comprend 471 actifs avec un taux de chômage de 12,9 %.
Les 471 actifs ayant un emploi sont 271 hommes et 200 femmes dont 362 sont salariés et 109 non salariés. La proximité de la Charente explique que 167 travaillent dans un autre département.
Le 28 septembre 2016, le commerce Carrefour Contact a ouvert, sur une surface entre 300 et 500 mètres carrés.

### Culture

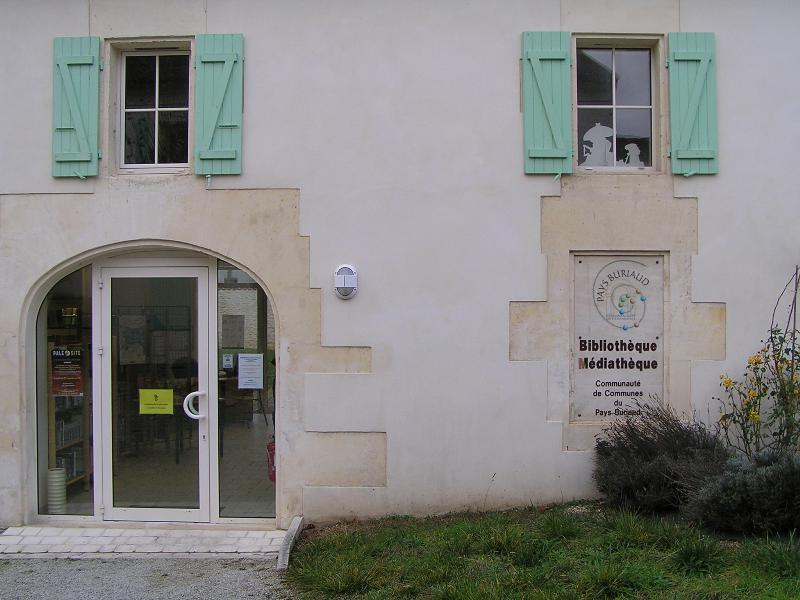
Bibliothèque.

## Culture et patrimoine

### Patrimoine

#### Patrimoine religieux
L'église romane de Saint-Léger possède une partie du XIIe siècle qui est inscrite au titre des monuments historiques depuis 1982 (PA00104637). Ce sont le portail et l'abside qui datent du prieuré-cure construit par les bénédictins de l'abbaye de Cognac et qui a servi de chapelle au château.

#### Patrimoine civil
- Le château de Burie fut construit ou restauré par Charles de Coucis vers 1545, date qui figure sur une pierre de l'édifice. Vingt ans plutôt, le 10 novembre 1525, avec son frère Pierre, il avait vendu son fief de Burie et ses appartenances et despendances à Adrien de Montberon (encore visibles sur le cadastre de 1817, section Cu), (sources : Archives historiques de la Saintonge et de l'Aunis, 1er janvier 1888, p. 299). Il ne reste de l'ancien château, édifié derrière l'église, qu'une partie de la construction du XVIe siècle : l'escalier Renaissance avec un contrefort surmonté d'une poivrière. L'élévation, le jardin et la porte cochère dont il reste une partie datent de 1546, 1548. La façade nord, la façade sud et la porte du jardin sont inscrits au titre des monuments historiques par arrêté du 23 février 1925.  Inscrit MH (1925). Entre 1589 et 1616, Claude de Chastillon grava le château tel qu'il existait à l'époque (voir Gallica : Topographie françoise ou représentations de plusieurs villes, bourgs, chasteaux...designez par deffunt Claude de Chastillon, vue 407 (108).
- Le lavoir couvert et la fontaine de la fidélité qui porte ce nom à la suite d'une légende. Elle aurait jailli à la mort de deux amants, Hugues, page d'un seigneur de Burie et Odette d'Ébéon. Hugues lui avait juré fidélité avant de partir à la première croisade, quatre années passèrent puis la nouvelle de sa mort arriva à Odette qui en mourut sur le coup au milieu d'un bois de coudriers au moment où Hugues arrivait qui, en la voyant ainsi, s'est tué d'un coup d'épée. Leur corps aurait disparu et la source jailli.

#### Patrimoine environnemental
Le circuit des lavoirs qui fait une boucle depuis la fontaine de la fidélité, le puits lavoir des Fontenelles, le puits lavoir du Chaton, le puits à toit de pierre en ogive de chez Challot, le lavoir de la Font-Sabot, lavoirs privés de Montigny et le long de la route vers Malbéteau, la cascade et le lavoir des Sept-Fonts, le lavoir de chez Garnier et par le château et l'église retour à la fontaine de la fidélité

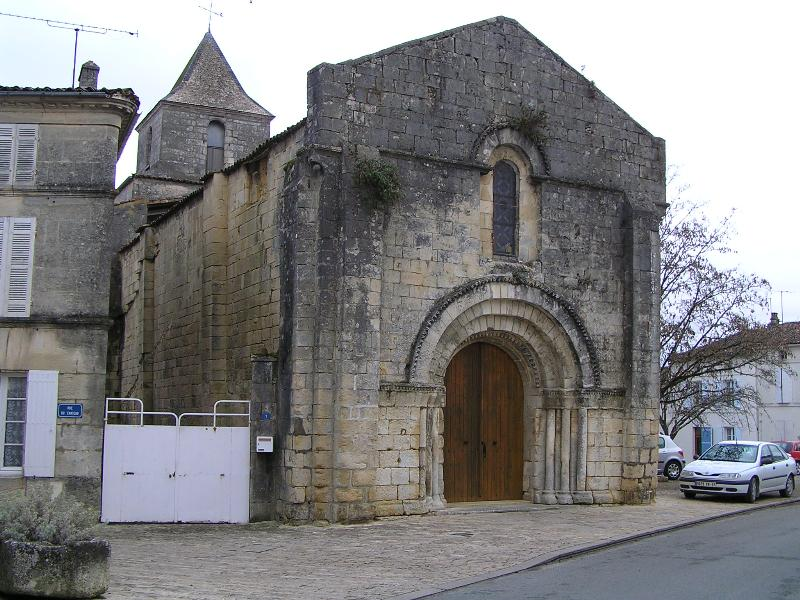
Église Saint-Léger.
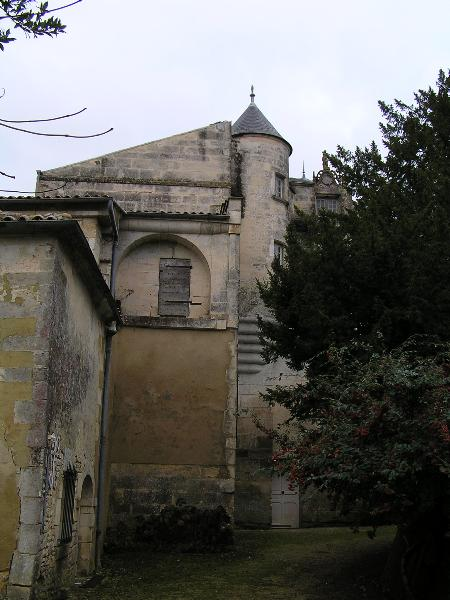
Partie du château.
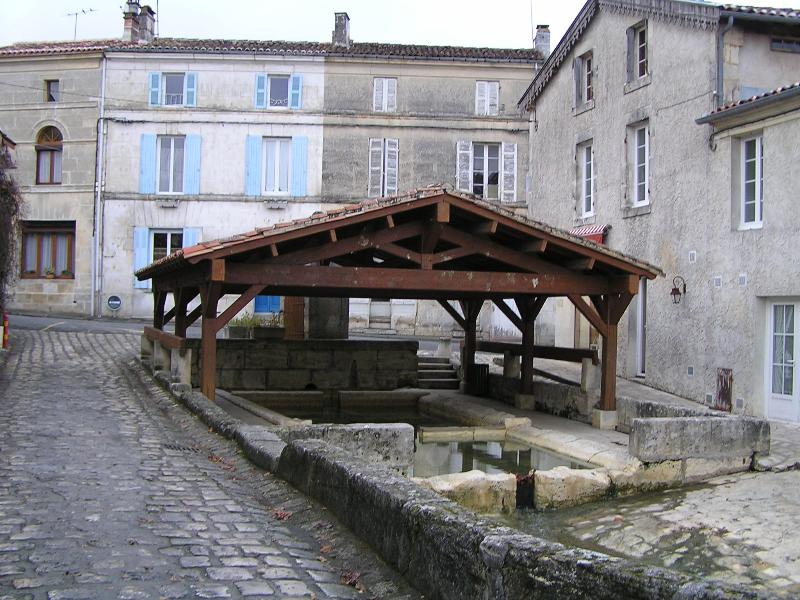
Lavoir.

## Équipements ou Services

### Enseignement
Burie a une école maternelle, une école primaire et un collège, les trois établissements sont boulevard des Écoliers.

### Sports
Tennis, circuits de randonnées et un club de tennis de table sont présents à Burie.

### Santé
Burie possède cabinet médical, infirmières, pharmacie.
Les médecins spécialistes, les hôpitaux et les cliniques sont à Saintes et à Cognac.

## Vie locale
La bibliothèque médiathèque intercommunale est à Burie, place de la Mairie.
Culte catholique à l'église.

### Environnement
Un travail de sauvegarde des fontaines et des lavoirs a permis la création de trois chemins de randonnée sur la communauté de communes dont celui qui part de Burie. Il permet de découvrir en plus des puits, fontaines et lavoirs, les chemins et les bois. Car ce plateau calcaire est le domaine des vignes et des bois.

## Personnalités liées à la commune
- Charles de Coucis, seigneur de Burie (v.1491-1565), capitaine-général des bandes de Piémont, lieutenant général de Guyenne après ses campagnes d'Italie, chevalier de l'ordre de Saint-Michel, était un proche de François Ier, son suzerain, et de sa sœur Marguerite d'Angoulême devenue reine de Navarre.
En 1558, il participe à une des vaines tentatives d'Antoine de Bourbon, pour reconquérir la Navarre espagnole. Une pluie diluvienne et des crues conduisent à l'échec de cette expédition appelée la guerre mouillée.
En 1562, il participe avec Monluc à la première guerre de religion jusqu'à la victoire de Vergt en octobre qui y met fin en Guyenne.
Tolérant vis-à-vis des huguenots jusqu'à être soupçonné par certains d'être l'un des leurs, il essaya, avec d'autres, de mener en Guyenne, une politique de compromis et de dialogue[29].
- Emmanuel Hédon (1863-1933), médecin et professeur de physiologie à la faculté de médecine de Montpellier, resté célèbre pour ses travaux sur la fonction endocrine du pancréas, première étape de la découverte de l'insuline.
- Jean-Octave Lauraine (1864-1934), avocat et homme politique
- Évariste Poitevin dit Goulebenéze (1877-1952), célèbre chansonnier patoisant charentais, qui compose ses chansons sur des airs à la mode comme Vinbian sur l'air de Froufrou (1901) et des monologues comme Le Retardataire (1937). Pour ses spectacles, mal rétribués, il parcourt le Poitou et les Charentes en chemin de fer. Il meurt à Saintes dans la misère.
- Pierre Pommarède (1929-2010), prêtre catholique et historien français.
- Michel Moy (1932-2007), peintre.
- Patrick Le Tuault (1947), peintre.